# مدرسه کسب‌وکار استرن دانشگاه نیویورک

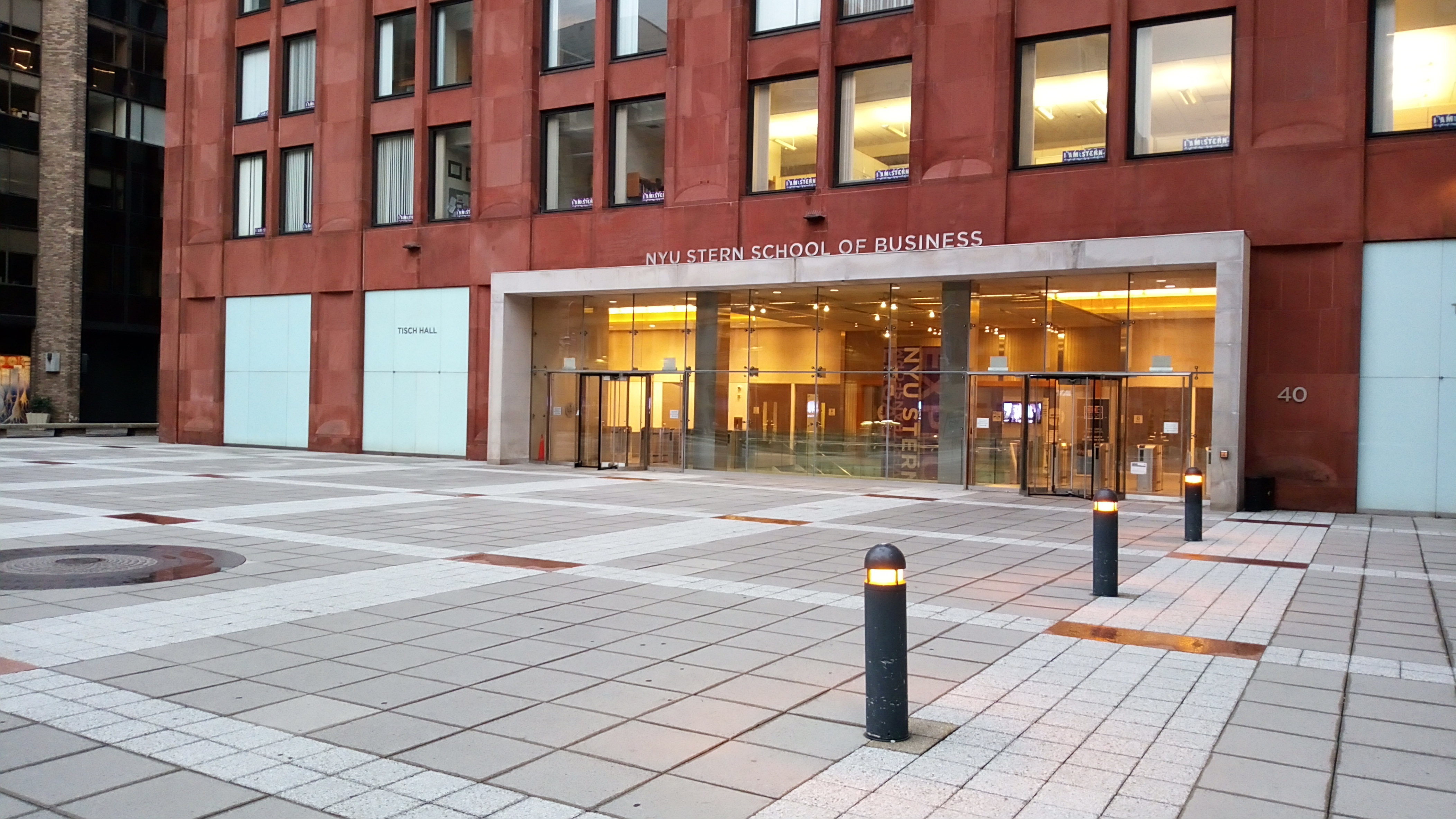
مدرسه کسب‌وکار استرن دانشگاه نیویورک

مدرسه کسب‌وکار استرن دانشگاه نیویورک (انگلیسی: New York University Stern School of Business) که معمولاً از آن به استرن یاد می‌شود، دانشکده کسب‌وکار دانشگاه نیویورک است. این دانشگاه عضو بنیان‌گذار جامعه دانشگاهی مدارس کسب‌وکار نیز هست. این دانشگاه در سال ۱۹۰۰ به عنوان مدرسه تجارت، حسابداری و مالیه تشکیل شد.